# ジュリアン・グローヴァー
ジュリアン・グローヴァー（Julian Glover,  1935年3月27日 - ）は、イギリス出身の俳優である。

## 来歴
1935年、ロンドン生まれ。両親はそれぞれBBCのジャーナリストとプロデューサーだった。ブリストルの学校Bristol Grammar Schoolを出た後に、ナショナル・ユース・シアターで演劇を学び、英国演劇団の名門でもあるロイヤル・シェイクスピア・カンパニーで経験を積んだ。1959年に英国テレビ映画版『真夏の夜の夢』で映画デビュー。1960年代、1970年代にはテレビ・映画と立て続けに出演し、キャリアを積んでいった。1980年にはまだ若手だったジョージ・ルーカスが製作総指揮を執った『スター・ウォーズ エピソード5/帝国の逆襲』へ出演してマキシミリアン・ヴィアーズを好演。翌年には007シリーズの『007 ユア・アイズ・オンリー』でロジャー・ムーア演じるジェームズ・ボンドの敵役を演じた。特に出演作として知られるのは、スティーヴン・スピルバーグが監督した人気シリーズの3作目『インディ・ジョーンズ/最後の聖戦』で、ハリソン・フォード演じるインディアナ・ジョーンズとショーン・コネリー演じるその父の敵役として登場している。90年代以降も精力的に出演作を増やしており、近年では人気シリーズ『ハリー・ポッターと秘密の部屋』やHBOが製作したテレビシリーズ『ゲーム・オブ・スローンズ』、2009年には司馬遼太郎原作の歴史小説を本木雅弘主演でNHKが製作した長編ドラマ『坂の上の雲』へも出演している。

### 私生活
これまで2度の結婚歴があり、『コールド マウンテン』などの女優として知られるアイリーン・アトキンスと1957年に最初の結婚をしたが、1966年に離婚。その2年後の1968年に同じく女優のイズラ・ブレアと結婚して現在に至る。息子のジェイミー・グローヴァーもイギリスを拠点に俳優となった。

## 出演作品

### 映画
- 夏の夜の夢 A Midsummer Night's Dream (1959)
- トム・ジョーンズの華麗な冒険 Tom Jones (1963)
- みどりの瞳 Girl with Green Eyes (1964)
- ABC殺人事件 The Alphabet Murders (1965)
- パリの連続殺人 Theatre of Death (1967)
- 火星人地球大襲撃 Quatermass and the Pit (1967)
- 怪奇と幻想の島 The Magus (1968)
- アルフレッド大王 Alfred the Great (1969)
- The Adding Machine (1969)
- 最後の手榴弾 The Last Grenade (1970)
- 嵐が丘 Wuthering Heights (1970)
- The Rise and Rise of Michael Rimmer (1970)
- Boswell's Life of Johnson (1971) ※テレビ映画
- ニコライとアレクサンドラ Nicholas and Alexandra (1971)
- アントニーとクレオパトラ Antony and Cleopatra (1972)
- アドルフ・ヒトラーの死 Hitler: The Last Ten Days (1973)
- The Story of Jacob and Joseph (1973) ※テレビ映画
- 大本命 Dead Cert (1974)
- 新ドミノ・ターゲット/ 恐るべき相互殺人 The Internecine Project (1974)
- ジャガーノート Juggernaut (1974)
- The Brute (1977)
- ヘンリー八世 The Famous History of the Life of King Henry the Eight (1979) ※テレビ映画
- ヘンリー五世 The Life of Henry the Fift (1979)
- 侵略/ 1968年プラハの春の悲劇 Invasion (1980) ※ドキュメンタリー映画
- スター・ウォーズ エピソード5/帝国の逆襲 Star Wars: Episode V - The Empire Strikes Back (1980)
- The Jail Diary of Albie Sachs (1981)
- 007 ユア・アイズ・オンリー For Your Eyes Only (1981)
- アイバンホー Ivanhoe (1982) ※テレビ映画
- 熱砂の日 Heat and Dust (1983)
- キム/ ある少年の闘いと冒険の物語 Kim (1984)
- OSS/ ダブル特攻指令 Behind Enemy Lines (1985)
- アナスタシア/光・ゆらめいて Anastasia: The Mystery of Anna (1986) ※テレビ映画
- 第四の核 The Fourth Protocol (1987)
- 遠い夜明け Cry Freedom (1987)
- ハーツ・オブ・ファイヤー Hearts of Fire (1987)
- 秘密の花園 The Secret Garden (1987) ※テレビ映画
- インディ・ジョーンズ/最後の聖戦 Indiana Jones and the Last Crusade (1989)
- デビルズ・パイレーツ Treasure Island (1990) ※テレビ映画
- テロリストを追え! バーミンガム爆破事件の謎 The Investigation: Inside a Terrorist Bombing (1990) ※テレビ映画
- ラルフ一世はアメリカン King Ralph (1991)
- Not Mozart: Letters, Riddles and Writs (1991)
- ラ・シャンス La chance (1994)
- ネオナチへの潜入/ あるジャーナリストの闘い The Infiltrator (1995) ※テレビ映画
- アンジェロの家 The House of Angelo (1997)
- 宮廷料理人ヴァテール Vatel (2000)
- Two Men Went to War (2002)
- ハリー・ポッターと秘密の部屋 Harry Potter and the Chamber of Secrets (2002) ※声の出演
- トロイ Troy (2004)
- ストリングス〜愛と絆の旅路〜 Strings (2004)
- ビッグ・トラブル Big Nothing (2006)
- タロットカード殺人事件 Scoop (2006)
- テロ・ポイント/ ロンドン爆破へのカウントダウン Shoot on Sight (2007)
- ミラーズ Mirrors (2008)
- ヴィクトリア女王 世紀の愛 The Young Victoria (2009)
- プリンセス・カイウラニ Princess Ka'iulani (2009)
- LEGO スター・ウォーズ エンパイア・ストライクス・アウト Lego Star Wars: The Empire Strikes Out (2012) ※声の出演
- UFO 侵略 U.F.O. (2012)
- パニック・ゾーン/ 制御不能 Airborne (2012)

### テレビドラマ
- Hotel Imperial (1960)
- An Age of Kings (1960)
- Fact and Fiction (1960)
- Out of This World (1962)
- Thursday Theatre (1964)
- セイント 天国野郎 The Saint (1964 - 1968)
- おしゃれ(秘)探偵 The Avengers (1965 - 1968)
- ドクター・フー Doctor Who (1965 - 1975)
- Thirty-Minute Theatre (1967, 1970)
- 電撃スパイ作戦 The Champions  #5 (アンダーソン) (1968)
- スパイ・トラップ Spy Trap (1972)
- The Rivals of Sherlock Holmes (1973)
- New Scotland Yard (1973)
- The Sweeney (1975)
- Churchill's People (1975)
- The Hanged Man (1975)
- Dixon of Dock Green (1975)
- Couples (1976)
- Q.E.D. (1982)
- Mr. Palfrey of Westminster (1984)
- Six Centuries of Verse (1984)
- ブラックドラゴン Jenseits der Morgenröte (1985)
- Cover Her Face (1984)
- 私立探偵マグナム Magnum, P.I. (1985)
- 探偵レミントン・スティール Remington Steele (1985)
- Ladies in Charge (1986)
- Wish Me Luck (1988 - 1989)
- Casualty (1989, 2011)
- The Darling Buds of May (1993)
- The Chief (1995)
- バーナビー警部 Midsomer Murders (1997)
- Waking the Dead (2004)
- ロンドン警視庁犯罪ファイル Trial & Retribution (2005)
- 印象派　若き日のモネと巨匠たち The Impressionists (2006)
- 法医学捜査班 Silent Witness (2007 - 2011)
- 坂の上の雲 (2009)
- ゲーム・オブ・スローンズ Game of Thrones (2011 - 2016)
- Spies of Warsaw (2013)